# Etanol
| Az etanol teljes szerkezeti képlete | Az etanol szerkezeti képlete |

| Az etanol pálcikamodellje | Az etanol kalottamodellje |

Az etanol (etil-alkohol, borszesz vagy régiesen borlàng: C2H5OH) egyértékű, telített alkohol, a homológ sor második tagja a metanol után. A mindennapokban az alkohol, szesz szavakat az etil-alkoholra értjük, az alkoholos italok etanolt tartalmaznak. Az etanol az egyik legrégebben ismert, és egyben az egyik legelterjedtebb tudatmódosító.

## Fizikai és kémiai tulajdonságai
Színtelen, jellegzetes szagú és ízű, könnyen folyó folyadék. Forráspontja viszonylag magas, ez a molekulaszerkezete miatt van, ugyanis az etanol molekulái másodrendű hidrogénkötés kialakítására képesek.
Vízzel (ld. lentebb), éterrel, kloroformmal, glicerinnel és számos éteres olajjal is minden arányban elegyíthető. (Ennek fő oka szintén a hidrogénkötések kialakulásának lehetősége.)
Levegőn nedvességet szív fel, sőt némely sóból (szóda, Glauber-só) kristályvizet is elvon. (Vízelvonó képességével függ össze rothadásgátló és dezinficiáló (fertőtlenítő) hatása is.)
Kiváló oldószer: például kámfor, gyanták, alkaloidok, számos festék nagyon jól oldódik benne.
A jódot és brómot jól, a ként és foszfort kevésbé oldja. Gázok rendszerint jobban oldódnak alkoholban, mint vízben. 
A kálium és nátrium élénk hidrogénfejlődés közben reagál az etil-alkohollal.
2 C2H5OH + 2 Na → 2 C2H5O- + 2 Na+ + H2

## Kémiai reakciói
Az etanol kék lánggal ég, a tökéletes égésének reakcióegyenlete:
C2H5OH + 3 O2 → 2 CO2 + 3 H2O
Az etanol enyhe oxidáció során acetaldehiddé, erélyesebb oxidáció hatására ecetsavvá (etánsavvá) alakul. Nagyon gyenge sav, vízzel szemben nem viselkedik savként.

## Előfordulás
Az etanol a természetben tisztán sosem fordul elő, mindig híg vizes oldatában van jelen.
Megtalálható kis mennyiségben némely gyümölcsben, az erjedő gyümölcsökben mindig, a friss kenyérben, a humuszban, a legtöbb természetes vízben, a cukorbetegek vizeletében stb. Az élesztő anyagcsere-folyamatának egyik mellékterméke is etanol. Mint ilyen, az etanol bármely élesztőhelyen jelen lesz. Az etanol általában megtalálható a túlérett gyümölcsben.  A szimbiotikus élesztő által előállított etanol megtalálható a Eugeissona tenyérvirágaiban. Noha egyes állatfajok, mint például a nyílfarkú mókuscickány, etanolt kereső magatartást tanúsítanak, a legtöbb nem mutat érdeklődést vagy kerüli az etanolt tartalmazó élelmiszer-forrásokat.  Az etanolt sok növény csírázása során is előállítja a természetes anaerobiózis eredményeként. Az etanol a világűrben is detektálható, amely jeges bevonatot képez a porszemek körül a csillagközi felhőkben.  Az egészséges emberek kilélegzett lélegzetéből percenként átlagosan 196 ppb mennyiségű endogén etanolt és acetaldehidet találtak. 
Az önsörfőző-szindróma, más néven bélfermentációs szindróma, ritka betegség, amelyben az emésztőrendszeren belül endogén fermentáció során mámorító mennyiségű etanol keletkezik.

## Előállítása
Hagyományos módon az etanolt cukortartalmú oldatok élesztőkkel való erjesztésével nyerik. (Az alkoholos italokat ma is kizárólag így készítik.)
{\displaystyle \mathrm {C_{6}H_{12}O_{6}\rightarrow 2C_{2}H_{5}OH+2CO_{2}} \,\!}
Ezzel a módszerrel legfeljebb 15-18% (V/V) etanoltartalmú oldatot lehet előállítani, az ennél töményebb alkoholt desztillálással készítik (kihasználva azt, hogy az etanol forráspontja (78 °C) alacsonyabb a vízénél (100 °C). Az így előállítható legtöményebb etil-alkoholos oldat egyszerű desztillálással tovább nem tisztítható azeotrópos elegyet képez, és „csak” 96 (V/V)%-os (tiszta szesz), ugyanis a maradék 4% víz együtt forr az alkohollal. Töményebb, ún. abszolút alkoholt (100%) csak vízelvonószerek használatával nyerhetünk (víztelenítésére kálium- vagy nátrium-karbonátot használnak).
Ipari úton az etanolt etilén és víz sav-katalizált reakciójával állítják elő:
{\displaystyle \mathrm {H_{2}C{=}CH_{2}+H_{2}O\rightarrow C_{2}H_{5}OH} \,\!}
A reakcióhoz szükséges etilént földgázból vagy egyéb petrolkémiai alapanyagokból nyerik.

### Az etanol biotechnológiai előállítása
Keményítőből vagy cukorból élesztővel (Saccharomyces cerevisiae) termeltetik anaerob fermentációval, ami röviden a következő egyenlettel foglalható össze: 
C6H12O6 → 2 C2H5OH + 2 CO2

#### A keményítő előkezelése
Ha keményítő alapanyagból dolgozunk, az ebben található cukrot az élesztő számára hozzáférhetővé kell tenni. A keményítőt alfa-amilázzal kezelik. Az exoenzim számos mikroorganizmussal megtermeltethető, ilyen például a Bacterium licheniformis, Bacterium subtilis, Aspergillus niger. Ahhoz, hogy az amiláz elvégezhesse a dolgát, a hidrofób keményítőt elő kell készíteni. Ezt úgynevezett Henze-edényben végzik, ahol forró gőzt fúvatnak a keményítőre zárt térben, majd felfőzik. Az eredmény: ragadós, csiriz-szerű massza, amit a Henze-edény alján egy nyitott, rozsdamentes acélból készült cefrekádba engednek, kihűtik, és hozzáadják az amilázt. Az enzim elvégzi a keményítő hidrolízisét, amitől a csiríz elfolyósodik. Az így kapott keverék monomer, dimer cukrok vizes oldata.

#### Fermentáció és desztilláció
Ezt a vizes oldatot teszik a fermentorba, ahol az élesztő etanolt állít elő a cukrokból alkoholos erjedéssel. A fermentorban maximum 14-16%-os alkohololdat nyerhető, mivel az élesztőgomba ennél töményebb alkohol oldatban már nem él meg. Az alkoholt innen desztillációval nyerik ki. Ez ma már szintén rozsdamentes acélból készült berendezésben történik. Az alkohololdat ekkor 82-87%-os.

#### Tisztítás
Az emberi fogyasztásra szánt alkoholt a desztilláció (népiesen: pálinkafőzés) során tisztítani kell. Ennek az egyik módja, hogy az alkoholt olyan eszközzel desztillálják, ami nagy felületű réz alkatrészeket tartalmaz. A tiszta réz (vörösréz) a kiinduló szerves alapanyagban levő kén származékokat képes megkötni (a ként a gyümölcsben levő fehérjék tartalmazzák). A másik fontos lépés az előpárlat elkülönítése. Az előpárlat tartalmazza a fermentáció során kis mennyiségben keletkező acetaldehid és kozmaolajok (nagyobb szénatomszámú alkoholok) nagy részét. Az acetaldehid forráspontja 20 fok, az illékonysága pedig nagy, így már hamar kiválasztódik az etanolhoz képest. Az előpárlat a gyakorlatban a teljes desztillátum kb. 1-2%-a.
Érdekesség, hogy, bár a metanol forráspontja csak 65 fok, tehát jóval alacsonyabb az etanolnál, elkülönítése az etanoltól kisüsti rendszerű desztillálókészülékekkel gyakorlatilag nem lehetséges, ugyanis az illékonysága megközelítőleg azonos az etanoléval (bár a forráspontja alacsonyabb, a poláris szerkezete lévén „jobban vonzódik” a vízhez. Ugyanezen oknál fogva a kozmaolajok – apolárisabbak lévén – kevésbé kötődnek a vízhez és előbb távoznak.) Híg alkohol-víz elegy esetén (< 20%) a metanol inkább az utópárlatban képes feldúsulni, közepes etanol koncentrációnál (kb. 40%) gyakorlatilag együtt mozog az etanollal.
Sok helyen olvasható, hogy a réz az acetaldehidet etanollá redukálja ezért kell réz lepárlót használni. Éppen ellenkezőleg: a régen nem használt, oxidálódott (zöld rézrozsda, grünspan) felületű réz lepárlóknál a legelső desztilláláskor az alkohol a réz-oxid hatására acetaldehiddé oxidálódik, miközben a réz-oxid visszaalakul rézzé. Ez az acetaldehid és a kioldott réz-hidroxid alkotja a szúrós szagú „rézeleje” párlatot. A további lepárlásnál a réz olyan kémiai bevonatot kap, amely már meggátolja a további rézvegyületek kioldódását, ezután lesz az alkohol fogyasztásra alkalmas.
Ezen módszer segítségével – forró alkoholos lemosással – lehet egyébként pl. a régi réztárgyakat ismét fényessé varázsolni. Másik ilyen felhasználási módja az alkoholnak a lakkozott rézhuzalok tisztítása: a lángban átizzított huzalvéget alkoholba vagy spirituszba nyomva a huzalvég teljesen tiszta és könnyen forrasztható lesz.

#### További töményítés
Az alkohol közvetlen desztillálással maximum 95,6% tisztaságúra desztillálható, mert a vízzel azeotróp elegyet képez. Nagyobb töménység eléréséhez a desztillálás benzol vagy ciklohexán hozzáadásával folytatható, mert ez a két anyag az alkohollal és a vízzel egy hármas azeotróp elegyet képez, aminek jóval alacsonyabb a forráspontja az alkohol-víz azeotrópnál. Így a víz a desztillálás során eltávozik és nagy töménységű alkohol marad vissza. Az így kapott >99% tisztaságú alkohol azonban már emberi fogyasztásra nem alkalmas, az alkoholban nyomokban található mérgező benzol miatt.
Másik eljárás során az alkohol-víz elegyhez zeolit port kevernek. A zeolit ásvány kristályszerkezetébe behatolnak a vízmolekulák, a nagyobb méretű etanol molekulák azonban nem, így a zeolit egyfajta szelektív szivacsként felszívja a vizet az alkoholból. Az alkoholból kiszűrve a zeolitot, abból hevítéssel a víz eltávolítható, így újra felhasználhatóvá válik.
A vízmentes alkohol üzemanyagként használható, a víz ugyanis reakcióba lépne a belső égésű motorok fém alkatrészeivel.

## Felhasználása
Az alkoholtartalmú italok készítésén kívül az etanolt széles körben használják. Leggyakrabban mint oldószert, de terjed a felhasználása mint üzemanyag, a (bioalkoholt – elterjedtebb nevén bioetanolt – nagy mennyiségben állítják elő és használják fel autókban például Brazíliában, Ausztriában, Svédországban és az Amerikai Egyesült Államokban).
A bioetanol E85 oktánszáma 104-105, viszont a fűtőértéke 30 százalékkal kisebb, mint a benzinnek. Etanolozni ezért csak azoknak éri meg akik tuningolnak, növelik a motor kompresszióját, és ki tudják használni a belső égésű motorokban az E85 104-105-ös oktánszámát.
A vegyiparban alapanyagként használják – többek között – oldószerek, lakkok, tinktúrák, parfümök, alkaloidák és más organikus vegyületek gyártásához.
Az orvoslásban általános fertőtlenítőként és oldószerként széles körben elterjedt.
A nem emberi fogyasztásra szánt etanolt, hogy ne kelljen értük a szeszes italokra vonatkozó adót fizetni, különböző módszerekkel és adalékok hozzáadásával denaturált szesszé alakítják. A denaturált szesz íze, szaga eltér az etanoltól, de hánytató és mérgező hatása miatt is ihatatlan.

### Egészségügyi felhasználása
Az etil-alkohol 70%-os oldatát, valamint egyéb etanoltartalmú oldatokat fertőtlenítőként s ezen belül bőrfertőtlenítőként is alkalmazzák. A baktériumokat, néhány vírust, valamint gombafajt is elpusztít, azonban az eukarióta parazitákra és a baktériumspórákra hatástalan. A 70%-ostól eltérő (akár nagyobb!) koncentrációban hatása csökken. Gyúlékony, de nem szövetkárosító.
A metanol- és etilénglikol-mérgezésben adott etanol ellenszerként hat, mivel ugyanazokhoz az enzimekhez kötődik, amelyek ezeket az anyagokat mérgező vegyületekké alakítják.
Ismert még a májrák kezelésénél tömény etanololdat injektálása a daganatba.
Az idegsebészetben neuralgiák kezelésére használják, speciálisan, épp az idegkárosító hatása miatt.

## Élettani hatása
Enyhén mérgező vegyület, mely hosszabb távon károsan hat a májra, a vesére és az idegrendszerre, és az agysejtek elhalásához, májzsugorodáshoz vezethet. Mértéktelen fogyasztása alkoholmérgezést és halált is okozhat. Idült alkoholistáknál az alkohol megvonása kényszerképzeteket, delirium tremenst okoz. Magyarországon kb. félmillió súlyos, idült, – valamint szintén hozzávetőleg további egymillió enyhébb – látens – alkoholista található. Az idült alkoholista olyan mennyiségű alkoholt fogyaszt rendszeresen, amit már elvonási tünetek nélkül képtelen abbahagyni. Az alkohol elvonás tünetei: az alkohol utáni vágy, hiányérzet, nyugtalanság, remegés, hideg verejtékezés, szédülés, hallucinációk, görcsök, álmatlanság, idegkimerültség és a koncentrálóképesség hiánya. A leszokást könnyítendő, az orvos sokszor olyan nyugtatókat ír fel az alkoholproblémákkal küzdő betegnek, amelyek hatóanyagukat tekintve kemény drogoknak, kábítószereknek számítanak. Pl, etoval, rivotril, tramadol. Ennek ellenére a leszokási kísérletek óriási többsége sikertelen – ez is mutatja az alkohol súlyos negatív társadalmi és élettani hatásait, addikciós potenciálját.
Lebontása: az alkohol hidrogénelvonással oxidálódik (acetaldehid keletkezik), majd egy másik folyamatban ismét oxidálódik, ezúttal oxigénbevitellel. Az eredmény az ecetsav, melyet a szervezet felhasznál az anyagcseréje során. A másnaposság tünetei az acetaldehidnek tulajdoníthatók, a hajszálerek szétpattanhatnak, és a szervezet elsavasodik.[forrás?]
Az etanol növeli az agy dopamin- endorfinszintjét amely következtében kialakul az eufória.
Az etanol GABAA- agonista (gamma-aminovajsav), ami azt jelenti, hogy kis dózisban szorongásoldó, nyugtató, nagyobb mennyiségben narkotikus, izomlazító, altató hatású.
[forrás?]
Rendszeres alkoholfogyasztás esetén először a hasnyálmirigy károsodik, jellemző erre ekkor a megemelkedett gyomorsav szint. Az alkoholt lebontó máj csak ezt követően szokott megduzzadni, ilyenkor nyomásra érzékennyé válik. Későbbi stádiumban a máj szövetei elhalnak, helyüket zsírszövet illetve laza kötőszövet veszi át, a máj ebben a fázisban már nem érzékeny és magát az alkoholt sem képes úgy lebontani, mint korábban. Ez a magyarázata, hogy az idült alkoholisták relatíve kevés alkoholt fogyasztását követően már bódult állapotba kerülnek – de ördögi körbe kerülnek, mert fogyasztaniuk kell, hogy az elvonási tünetek kellemetlen hatásait elkerüljék.